# Colin Campbell (mercante)

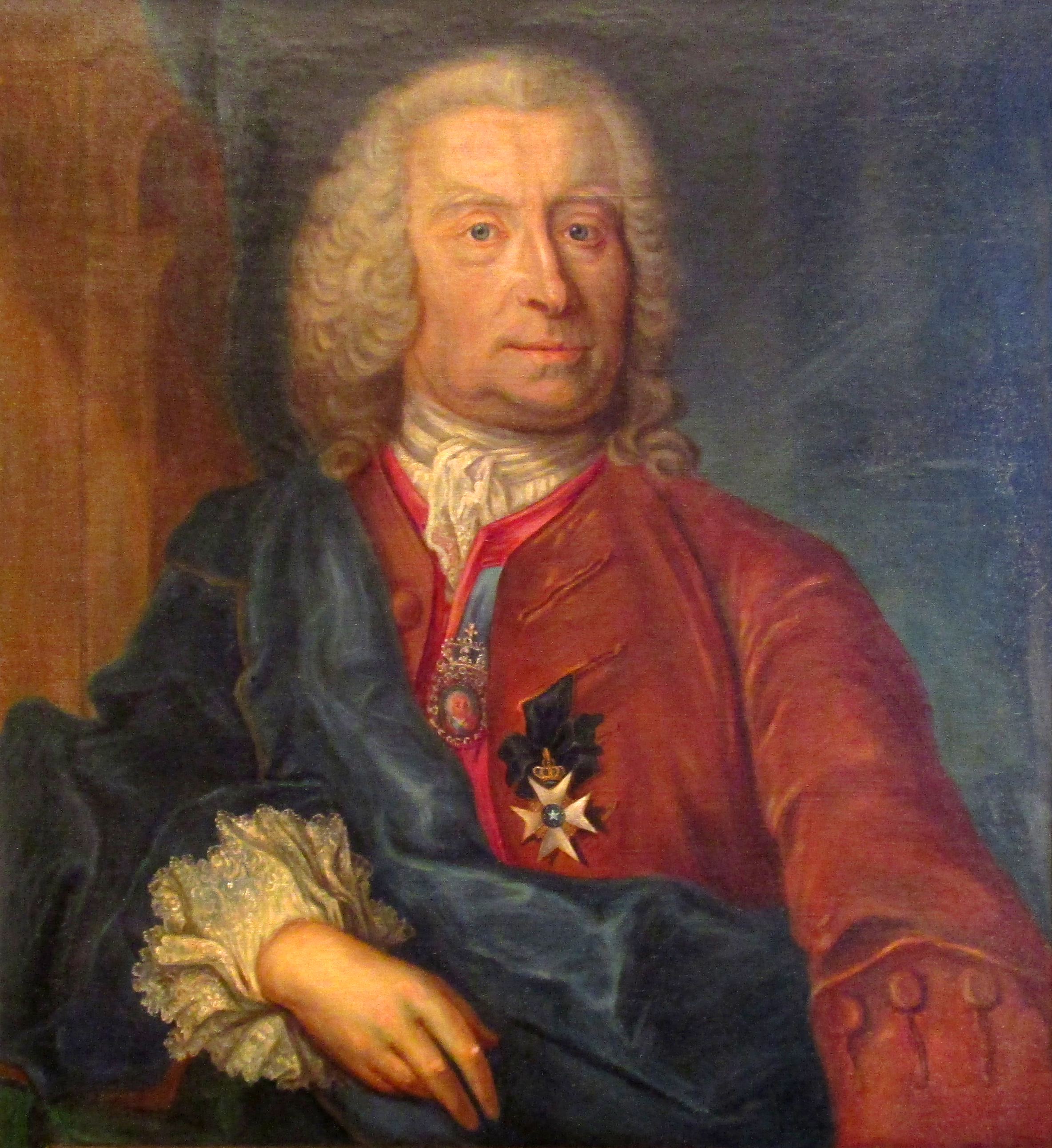
Colin Campbell in un ritratto conservato nel museo di Göteborg

Colin Campbell (Edimburgo, 1º novembre 1686 – Göteborg, 9 maggio 1757) è stato un mercante britannico, co-fondatore della Compagnia svedese delle Indie Orientali nonché primo ambasciatore del re Federico I di Svezia presso la Dinastia Qing.

## Biografia
Nacque il 1º novembre 1686 in una famiglia scozzese benestante: il padre, John Campbell, era un avvocato ed uno dei cittadini più in vista di Edimburgo, la madre Elizabeth era originaria di Moy. Essi erano imparentati con la nobile famiglia dei Campbell di Cawdor, che più tardi sarebbe diventata importante nel sistema nobiliare britannico. Colin fu l'ultimo di tre fratelli (gli altri si chiamavano Archibald e Hugh), i quali seguirono tutti le orme del padre nel divenire notai, mercanti e cittadini importanti della propria comunità. Colin divenne nel 1720 il rappresentante del proprio borough di Edimburgo.

## Ostenda
Nel 1723 egli perse una grossa somma di denaro e si ritrovò pieno di debiti in seguito al fallimento della cosiddetta Bolla della South Sea Company. Egli promise che avrebbe ripagato ogni debito (cosa che effettivamente fece prima di morire), ma fu costretto dai creditori a fuggire ad Ostenda, in Belgio. La città in quell'epoca faceva parte dei Paesi Bassi Meridionali, un'entità controllata dall'Impero austriaco; Campbell aiutò gli austriaci nel loro tentativo di costituire un rivale alla Compagnia Inglese delle Indie Orientali. Egli si trattenne ad Ostenda fino al 1730, agendo principalmente come un commissario di bordo che viaggiava con le spedizioni navali e sovrintendeva ai commerci. Poiché però il progetto austriaco non venne coronato da successo, principalmente a causa dell'opposizione britannica, egli decise di spostarsi a Stoccolma, in Svezia. L'anno seguente si spostò a Göteborg, il principale porto svedese, dove da tempo si erano stabiliti altri mercanti svedesi.

## Il periodo svedese
Una volta a Göteborg, Campbell venne in contatto con facoltosi e ben introdotti cittadini svedesi, come per esempio i fratelli Henrik (1686-1736) e Christian König (1678-1762), originari di una famiglia di mercanti anseatici stabilitasi in Svezia. Henrik aveva una ben avviata attività di import/export, mentre Christian era segretario del governo, avendo quindi accesso alle più alte cariche dello stato. Henrik stava sviluppando il progetto di una Compagnia delle Indie Orientali insieme a Niclas Sahlgren, un mercante che aveva già lavorato nella compagnia olandese e che era già stato contattato anni prima per istituire la controparte svedese. Fu probabilmente Sahlgren ad invitare Campbell a recarsi in Svezia.
Nell'aprile del 1731 il parlamento svedese approvò una licenza di privilegio del re che dava alla Compagnia svedese delle Indie Orientali il monopolio su tutti i commerci della Svezia con l'Oriente (cioè con ogni porto ad est del Capo di Buona Speranza). Alla Compagnia era fatto esplicito divieto di commerciare in qualunque regione sotto il controllo di altri stati (come ad esempio la Gran Bretagna e l'Olanda) senza aver prima ricevuto il loro permesso. Poiché la licenza di privilegio stabiliva che solo gli svedesi potevano dirigere la Compagnia, il 14 giugno 1731 Campbell fece domanda di naturalizzazione, in seguito alla quale fu innalzato alla nobiltà, con uno stemma che ricordava il passato della sua famiglia ed un motto latino che recitava Memento Deus dabit vela (ricordati che è Dio a gonfiare la vela).

## Il primo viaggio
La prima spedizione della Compagnia fu effettuata sulla nave Fredericus Rex Sueciae, che salpò da Göteborg il 7 marzo 1732. Colin Campbell era la massima autorità a bordo, cui anche il capitano Georg Herman Trolle doveva obbedire. Campbell era anche in possesso di documenti che lo identificavano come ambasciatore plenipotenziario del re di Svezia presso l'Impero cinese e presso altri regnanti d'Oriente; tutte queste carte erano tradotte in olandese, nel caso la nave fosse stata fermata da loro emissari. Benché Campbell non venne mai in contatto con l'Imperatore o con il Gran Mogol, egli stabilì un durevole e vantaggioso legame con la città di Canton.
Dopo essere partiti da Göteborg e aver fatto una sosta a Cadice, la nave doppiò il Capo di Buona Speranza, oltrepassò l'Isola Saint Paul e lo Stretto della Sonda per poi attraccare a Canton il 19 settembre 1732, sei mesi e mezzo dopo la partenza. La spedizione rimase nel porto per 4 mesi prima di ripartire per il viaggio di ritorno, che si concluse 550 giorni dopo la partenza dalla Svezia.
Il ritorno non fu però tranquillo come il viaggio di andata: il 3 febbraio 1733 la nave venne fermata nello Stretto della Sonda da sette unità navali olandesi, che si rifiutarono di riconoscere i loro permessi speciali, evacuarono la nave (tranne il solo Colin Campbell) sostituendo all'equipaggio soldati olandesi e portarono tutti al loro quartier generale di Batavia (l'odierna Giacarta). Una volta giunti in porto i documenti del gruppo svedese furono esaminati dal governatore generale Dirck van Cloon, che li riconobbe come autentici, si scusò e li lasciò ripartire per il ritorno in Svezia, sebbene sotto scorta olandese: era il 9 febbraio. Campbell, che stava tenendo un diario in cui annotava gli accadimenti del viaggio, lo distrusse non appena la nave venne abbordata dagli olandesi per evitare che loro pensassero a lui come ad una spia, oltre che per nascondere ogni informazione commerciale sulla spedizione. Anni dopo egli avrebbe riscritto quel diario in base ai suoi ricordi, manoscritto che venne poi pubblicato nel 1996.
La nave attraccò a Göteborg il 7 settembre 1733. Immediatamente Campbell compilò una lunga serie di lamentele nei confronti degli olandesi, ma ciò nonostante la vendita dei prodotti portati in Svezia permise di pagare agli azionisti della Compagnia un primo dividendo del 25%, seguito da un secondo più corposo dividendo del 50%.

## La ricchezza
Nei successivi 15 anni vennero effettuate oltre 20 spedizioni, permettendo agli azionisti della Compagnia di arricchirsi notevolmente. Prima di morire nel 1757 Campbell riuscì a mantenere la promessa di ripagare i debiti contratti in Scozia prima di riparare in Svezia anni prima.